# 富貴列車 亞摩斯紀事
《富貴列車 亞摩斯紀事》（或簡稱「富貴列車」）是由台灣電子遊戲公司遊戲橘子的前身富優資訊所開發、劉柏園監製之1996年電子冒險遊戲，對應平台為MS-DOS。

## 玩法
《富貴列車》是以滑鼠作為遊玩工具，而其操作界面風格被一些如《軟體世界》等電子遊戲傳媒認為是模仿由西木工作室推出的《凱蘭迪亞傳說》，即遊戲畫面正下方為存放道具物品的欄位，但不像《凱蘭迪亞傳說》有「使用法術」的遊戲要素。
另遊戲中有採取計分的機制，若玩家能探索遊戲裡越多的祕密便能拿到越高的成績，雖然分數的多寡並不影響遊戲劇情的走向。

## 劇情
此為富優資訊在1995年推出的角色扮演遊戲《日蝕》衍生作品，劇情風格則改以幽默詼諧取向為主。
遊戲主角「卡德姆」是先前《日蝕》裡；對抗反派大魔王「沙巴卡瓦」的英雄「艾力克」之後代子孫，不過是一位成天無所事事、只想得過且過混日子的青年。某一天任職神父的卡德姆父親告訴他；與他們家族習習相關的重要物品「黃金十字架」突然不見，而希望卡德姆能將此物品尋回。但在尋找黃金十字架的過程中，卡德姆突然被神秘的國際祕密警察要求與他們合作一同找回該物品，而這一切事件背後與魔王沙巴卡瓦後代「沙龍帕斯」；所成立的毒梟集團「沙呦娜娜」有著密切關聯。

## 評價
電子遊戲雜誌《軟體世界》認為《富貴列車》遊戲中沒有太多程式錯誤問題發生是值得肯定的一點，且有著幽默的情節以及不至於太刁鑽的謎題，但有劇情交代不夠清楚、以及僅使用320×200解析度讓畫面不夠精細等問題，整體表現約在80分左右的成績。而《電腦遊戲世界》表示《富貴列車》劇情安排上不夠嚴謹；還需要有更仔細的劇情設定，並表示可再多從雪樂山、西木工作室、LucasArts等廠商出品的冒險遊戲學習，評分方面則是滿分五顆星中三顆星的一般水準。《電腦玩家》則認為此遊戲雖然畫面技術上未能跟上潮流、但有趣的劇情讓人像是回味到遊玩猴島小英雄系列的感覺，並給予四顆星的水準之上評價。而往後2001年《電腦玩家》在回顧過去台灣製作的經典遊戲特輯報導裡，表示《富貴列車》是台灣遊戲市場中少有的冒險類型遊戲，只可惜雖然有不差的遊戲表現但未能得到市場上熱烈回應。。